# ماساتو ایشیکا
ماساتو ایشیکا (انگلیسی: Masato Ishioka؛ زادهٔ ۱۹۶۰ (۶۴–۶۵ سال)) کارگردان فیلم، و فیلم‌نامه‌نویس اهل ژاپن است.